# Mymensingh
Mymensingh este un oraș din Bangladesh.